# 應付帳款

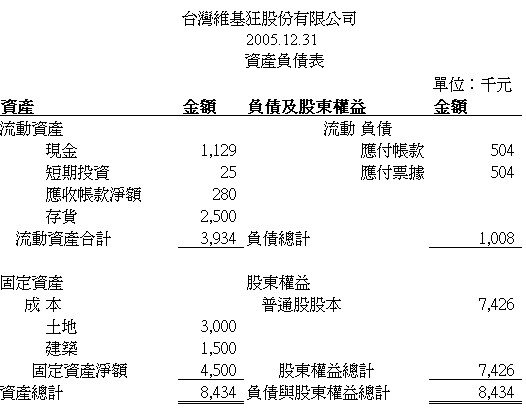
資產負債表中的列法

應付帳款（英語：accounts payable），是一項會計科目，代表公司有義務償還其債權人或供應商的短期債務。一般來說是指賒購貨品或先享用勞務等所發生的債務，且此債務並未以其他書面承諾：如應付票據所承諾保證其支付。在簿記記載中，應付帳款初始發生時，通常為貸方。
實務上，公司管理層可能會選擇盡可能接近到期日支付其未償付帳單，以改善現金流。